# Itzhak de Laat
Itzhak de Laat est un patineur de vitesse sur piste courte néerlandais.

## Biographie
Il commence le short-track à l'âge de huit ans au sein du club de Leeuwarden. Il conçoit lui-même les décorations de son casque, pour lesquelles il s'inspire de la musique metal. Il considère Tiger Woods comme son modèle.

## Carrière
En 2017, il remporte le 5000m relais au championnat du monde de patinage de vitesse sur piste courte 2017 à Rotterdam, avec Dennis Visser, Daan Breeuwsma et Sjinkie Knegt. 
À la deuxième manche de la coupe du monde de patinage de vitesse sur piste courte 2017-2018, à Dordrecht, l'équipe néerlandaise remporte la médaille d'argent du 5000 mètres relais. Il y patine aux côtés de Sjinkie Knegt, Daan Breeuwsma et Dylan Hoogerwerf.
Aux Championnats du monde de patinage de vitesse sur piste courte 2021 à Dordrecht, il est médaillé d'or en relais et médaillé d'argent sur 1 500 mètres.